# Raio Piiroja
Raio Piiroja (* 11. Juli 1979 in Pärnu) ist ein ehemaliger estnischer Fußballspieler auf der Position eines Abwehrspieler.

## Karriere
Piiroja startete 1995 seine Fußballkarriere bei JK Pärnu Tervis (ab 1997 hieß der Verein Lelle SK) und spielte dort bis 1999. Zwischen 1999 und 2004 stand er beim FC Flora Tallinn unter Vertrag und gewann hier 2001 und 2002 den estnischen Meistertitel.
2003 wurde der 1,90 m große Abwehrspieler für ein Jahr zum Vålerenga IF in die norwegische Tippeligaen ausgeliehen. Die Leihgebühr betrug 50.000 Euro. Piiroja absolvierte in der Saison elf Spiele und erzielte ein Tor.
Zur Saison 2004 ging Piiroja nicht zurück nach Tallinn, sondern blieb in Norwegen und unterschrieb einen Vertrag bei Fredrikstad FK, ebenfalls in der Tippeligaen. Am 22. August 2004 gab Piiroja sein Debüt für Fredrikstad im Spiel gegen Odd Grenland. 2006 gewann er mit Fredrikstad den Norwegischen Pokal. Im Pokalfinale gegen Sandefjord Fotball steuerte er zwei Tore zum 3:0-Sieg bei.
Zur Saison 2011/12 wechselte Piiroja zu Vitesse Arnheim in die Niederländische Eredivisie. Er hatte in der Saison mit Knieproblemen zu kämpfen und kam lediglich zu zwei Kurzeinsätzen (Einwechslung in der 90. Minute gegen SC Heerenveen und Einwechslung in der 88. Minuten gegen De Graafschap). Sein Vertrag wurde nach der Saison von Arnheim nicht verlängert.
2012 ging Piiroja zurück zu Flora Tallinn. Im Februar 2013 unterschrieb er beim chinesischen Zweitligisten Chengdu Blades.
Für die Estnische Fußballnationalmannschaft lief Raio Piiroja bis zu seinem Abschiedsspiel gegen Island am 31. März 2015 in insgesamt 114 Begegnungen auf. Er wurde 2002, 2006, 2007, 2008 und 2009 zum Estnischen Fußballer des Jahres gekürt.

## Privat
Im Frühsommer 2012 wurde Piiroja in Norwegen wegen Steuerhinterziehung angeklagt. Ihm wurde vorgeworfen, seine Bezüge nicht ordnungsgemäß versteuert zu haben.